# Южная рексия
 Южная рексия , или южная змеевидная макрель (лат. Rexea solandri) — вид лучепёрых рыб из семейства гемпиловых. Распространены в прибрежных водах южной, юго-западной и юго-восточной Австралии, Тасмании и Новой Зеландии. Имеют важное промысловое значение в этих странах.

## Описание
Тело вытянутое, сжато с боков, его высота укладывается 5—6 раз в стандартную длину тела. Тело полностью покрыто чешуёй. Длина головы укладывается 3,1—3,9 раза в длине тела. Нижняя челюсть немного выдаётся вперёд. На верхних концах обеих челюстей отсутствуют кожистые выступы. В передней части верхней челюсти расположены 3—4 неподвижных и 0—3 подвижных клыка. На каждой стороне передней части нижней челюсти по одному небольшому клыку. На сошнике зубов нет (имеются у молоди). Нёбные зубы расположены в один ряд. Жаберные тычинки на первой жаберной дуге с 2—3 бугорками и многочисленными мелкими шипиками. Угловая тычинка длинная, трёхвершинная.
В первом спинном плавнике 18 колючих лучей, а во втором спинном плавнике одна колючка и 16—19 мягких лучей. Основание первого спинного плавника в 2,3—2,6 раз длиннее основания второго. В анальном плавнике две колючки, одна и которых свободная, а вторая (малозаметна у крупных особей), соединена с мягкой частью плавника, в которой 13—16 мягких лучей. За мягкой часть спинного плавника и анальным плавником расположены по два дополнительных плавничка. В грудных плавниках 13—15 мягких лучей, их длина равна половине длины головы. Брюшные плавники маленькие с одной колючкой и 2—3 мягкими лучами. На хвостовом стебле нет килей. Хвостовой плавник вильчатый.
Две боковые линии: верхняя начинается за жаберной крышкой и простирается вдоль оснований спинных плавников, достигая середины или окончания второго спинного плавника. Вторая боковая линия начинается между пятой и шестой колючками первого спинного плавника, постепенно изгибается вниз и идёт вдоль середины тела, над основанием анального плавника волнообразная. Позвонков 36. Пилорических придатков 7—8.
Окраска верхней части тела голубоватая, а бока тела серебристые. Верхние части первых двух мембран первого спинного плавника чёрные, остальная часть плавника серая. Второй спинной, анальный и хвостовой плавники оранжевые или сероватые.
Максимальная длина тела 110 см, а масса 16 кг.

## Биология
Стайная бентопелагическая рыба, обитает на континентальном шельфе и континентальном склоне на глубине от 100 до 800 м. Обычно находится вблизи дна, но обнаружена в средних и приповерхностных слоях. В период преднерестовых миграций образует плотные скопления.
Самцы впервые созревают в возрасте 3—5 лет при длине тела 50—60 см, а самки — в возрасте 4—6 лет при длине тела 60—70 см. Нерестятся в зимнее время (с мая по сентябрь). Самцы достигают длины 106 см и живут до 13 лет, а продолжительность жизни самок — до 17 лет.
Питается рыбами, кальмарами и ракообразными.

## Промысловое значение
Южная змеевидная макрель является одним из наиболее важных промысловых видов в прибрежных водах юго-восточной Австралии, Новой Зеландии и Тасмании. Ловят тралами. В 1980-х — начале 1990-х годов общие уловы достигали 9,2 тысяч тонн. Затем наблюдалось существенное снижение численности популяций и уловов. Качество мяса южной рексии высокое, особенно вкусно в копчёном виде.